# Ширина колії
Ширина́ ко́лії — відстань між внутрішніми гранями голівок рейок.
У цей час найпоширеніша ширина колії у світі — 1435 мм, цю ширину колії мають 720 000 км залізниць у світі.

## Застосування та поширеність різної ширини колії залізниці у світі
| Поширеність стандартів ширини колій залізниць світу | Поширеність стандартів ширини колій залізниць світу | Поширеність стандартів ширини колій залізниць світу | Поширеність стандартів ширини колій залізниць світу | Поширеність стандартів ширини колій залізниць світу |
| --------------------------------------------------- | --------------------------------------------------- | --------------------------------------------------- | --------------------------------------------------- | --------------------------------------------------- |
| Колія                                               |                                                     |                                                     |                                                     | %                                                   |
| Європейська колія 1435 мм                           | Європейська колія 1435 мм                           |                                                     | 55                                                  | 55                                                  |
| Російська 1520/1524 мм                              | Російська 1520/1524 мм                              |                                                     | 17                                                  | 17                                                  |
| Капська колія 1067 мм                               | Капська колія 1067 мм                               |                                                     | 9                                                   | 9                                                   |
| Метрова колія 1000 мм                               | Метрова колія 1000 мм                               |                                                     | 7                                                   | 7                                                   |
| Індійська колія 1676 мм                             | Індійська колія 1676 мм                             |                                                     | 6                                                   | 6                                                   |

| Надширока колія |

| 9000 мм (29' 6+5⁄16") 8200 мм (26' 10+27⁄32") | 5500 мм (18') 3327 мм (10' 11") | 3048 мм (10') 3000 мм (9' 10+1⁄8") | 2743 мм (9') 2503 мм (8' 2+1⁄2") |

| Широка колія |

| 2440 мм (8') 2286 мм (7' 6") 2140 мм (7' +1⁄4") 2134 мм (7') 2000 мм (6' 6+3⁄4") 1981 мм (6' 6") 1945 мм (6' 4+9⁄16") 1880 мм (6' 2") 1850 мм (6' +27⁄32") | 1829 мм (6') 1800 мм (5' 10+7⁄8") 1750 мм (5' 8+7⁄8") 1727 мм (5' 8") 1676 мм (5' 6") 1672 мм (5' 5+13⁄16") 1668 мм (5' 5+21⁄32") 1664 мм (5' 5+1⁄2") 1638 мм (5' 4+1⁄2") | 1613 мм (5' 3+1⁄2") 1600 мм (5' 3") 1588 мм (5' 2+1⁄2") 1581 мм (5' 2+1⁄4") 1575 мм (5' 2") 1537 мм (5' +1⁄2") 1524 мм (5') 1520 мм (4' 11+27⁄32") 1495 мм (4' 10+7⁄8") | 1492 мм (4' 10+3⁄4") 1473 мм (4' 10") 1458 мм (4' 9+13⁄32") 1450 мм (4' 9+3⁄32") 1448 мм (4' 9") 1445 мм (4' 8+7⁄8") 1440 мм (4' 8+11⁄16") |

| Стандартна колія |

| 1440 мм (4' 8+11⁄16") | 1435 мм (4' 8+1⁄2") | 1432 мм (4' 8+3⁄8") |  |

| Вузька колія |

| 1429 мм (4' 8+1⁄4") 1422 мм (4' 8") 1416 мм (4' 7+3⁄4") 1397 мм (4' 7") 1384 мм (4' 6+1⁄2") 1372 мм (4' 6") 1350 мм (4' 5+5⁄32") 1333 мм (4' 4+1⁄2") 1321 мм (4' 4") 1300 мм (4' 3+3⁄16") 1295 мм (4' 3") 1270 мм (4' 2") 1245 мм (4' 1") 1219 мм (4') 1217 мм (3' 11+29⁄32") 1200 мм (3' 11+1⁄4") 1188 мм (3' 10+25⁄32") 1168 мм (3' 10") 1156 мм (3' 9+1⁄2") 1143 мм (3' 9") 1130 мм (3' 8+1⁄2") 1106 мм (3' 7+1⁄2") 1100 мм (3' 7+5⁄16") | 1099 мм (3' 7+1⁄4") 1093 мм (3' 7") 1067 мм (3' 6") 1055 мм (3' 5+1⁄2") 1050 мм (3' 5+11⁄32") 1040 мм (3' 5") 1035 мм (3' 4+3⁄4") 1029 мм (3' 4+1⁄2") 1016 мм (3' 4") 1009 мм (3' 3+23⁄32") 1000 мм (3' 3+3⁄8") 985 мм (3' 2+25⁄32") 972 мм (3' 2+1⁄4") 965 мм (3' 2") 955 мм (3' 1+19⁄32") 950 мм (3' 1+3⁄8") 946 мм (3' 1+1⁄4") 943 мм (3' 1+1⁄8") 925 мм (3' +13⁄32") 914 мм (3') 900 мм (2' 11+7⁄16") 891 мм (2' 11+3⁄32") 889 мм (2' 11") | 880 мм (2' 10+21⁄32") 876 мм (2' 10+1⁄2") 860 мм (2' 9+7⁄8") 850 мм (2' 9+15⁄32") 838 мм (2' 9") 825 мм (2' 8+1⁄2") 820 мм (2' 8+9⁄32") 813 мм (2' 8") 802 мм (2' 7+9⁄16") 800 мм (2' 7+1⁄2") 791 мм (2' 7+5⁄32") 785 мм (2' 6+29⁄32") 775 мм (2' 6+1⁄2") 765 мм (2' 6+1⁄8") 762 мм (2' 6") 760 мм (2' 5+15⁄16") 750 мм (2' 5+1⁄2") 740 мм (2' 5+1⁄8") 737 мм (2' 5") 724 мм (2' 4+1⁄2") 716 мм (2' 4+3⁄16") 711 мм (2' 3+9⁄16") 700 мм (2' 3+9⁄16") | 693 мм (2' 3+9⁄32") 686 мм (2' 3") 660 мм (2' 2") 655 мм (2' 1+25⁄32") 630 мм (2' 1+13⁄16") 622 мм (2' +1⁄2") 620 мм (2' +13⁄32") 610 мм (2') 603 мм (1' 11+3⁄4") 600 мм (1' 11+5⁄8") 597 мм (1' 11+1⁄2") 580 мм (1' 10+27⁄32") 578 мм (1' 10+3⁄4") 575 мм (1' 10+5⁄8") 560 мм (1' 10+1⁄16") 557 мм (1' 9+15⁄16") 550 мм (1' 9+21⁄32") 533 мм (1' 9") 520 мм (1' 8+15⁄32") 508 мм (1' 8") |

| Надвузька колія |

| 500 мм (1' 7+3⁄4") 495 мм (19+1⁄2") 483 мм (19") 470 мм (18+1⁄2") 457 мм (18") 450 мм (17+23⁄32") 432 мм (17") | 419 мм (16+1⁄2") 406 мм (16") 400 мм (15+3⁄4") 381 мм (15") 368 мм (14+1⁄2") 356 мм (14") 350 мм (13+25⁄32") | 340 мм (13+3⁄8") 311 мм (12+1⁄4") 305 мм (12") 267 мм (10+1⁄2") 260 мм (10+1⁄4") 241 мм (9+1⁄2") 240 мм (9+7⁄16") | 229 мм (9") 210 мм (8+1⁄4") 190,5 мм (7+1⁄2") 184 мм (7+1⁄4") 127 мм (5") 121 мм (4+3⁄4") 89 мм (3+1⁄2") |

- Надширока колія:
  - 9000 мм: Росія. Суднопідіймач, Красноярська ГЕС
  - 3000 мм: Німеччина Наприкінці 1930-х в третьому рейху був розроблений проєкт будівництва мережі надширококолійних швидкісних залізниць, так званих Breitspurbahn. Мережа ця була запланована в Європі, а в майбутньому й в Азії, залізниці повинні були, за задумом, зв'язати Японію й Індію з Європою. Була побудована демонстраційна ділянка, розроблялися паровози, тепловози й вагони. Проєкт не був здійсненний.
- Широка колія
  - 2140 мм: Англія. Great Western Railway
  - 2000 мм: Англія. Cairngorm Mountain Railway[en]
  - 1945 мм: Нідерланди.
  - 1880 мм: Англія.
  - 1750 мм: Франція.
  - 1676 мм: Аргентина; Бангладеш; Індія; Канада; Пакистан; США, зокрема Bay Area Rapid Transit(англ.); Чилі, Шрі-Ланка, Іспанія.
  - 1668 мм: Португалія; Іспанія.
  - 1665 мм: Португалія.
  - 1600 мм: Австралія; Бразилія; Ірландія; Нова Зеландія. Canterbury Provincial Railways[en]
  - 1588 мм: США.
  - 1581 мм: США.
  - 1575 мм: Ірландія.

- - 1524 мм: Фінляндія; США; Панамський канал.
  - 1520 мм: (Російська колія) Основна ширина колії — в пострадянських державах, Монголії та інших країнах. На практиці рухомий склад залізниць із шириною колії 1524 мм і 1520 мм когерентні.

- - 1495 мм: Канада.
  - 1473 мм: США.

- 1435 мм: Європейська (інтернаціональна) колія; Синкансен, Австралія (17678 км)

- Вузька колія:
  - 1372 мм: Японія.

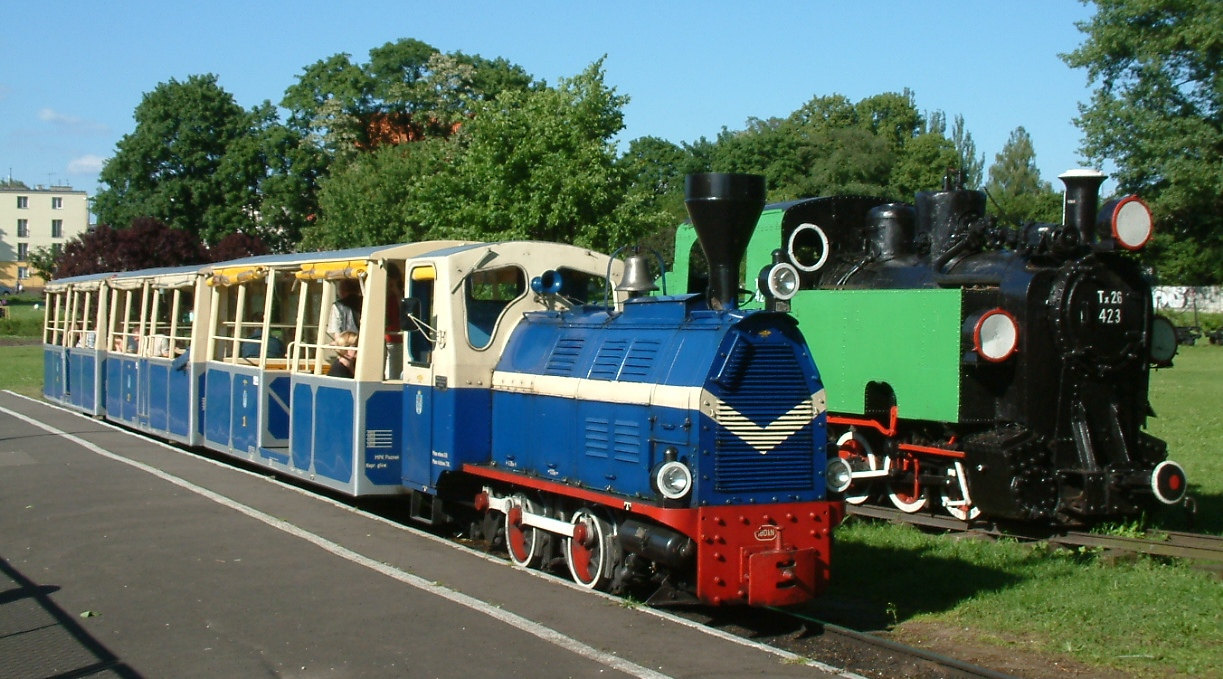
Дитяча залізниця в Польщі (600мм: gauge)Kolejka Parkowa Maltanka

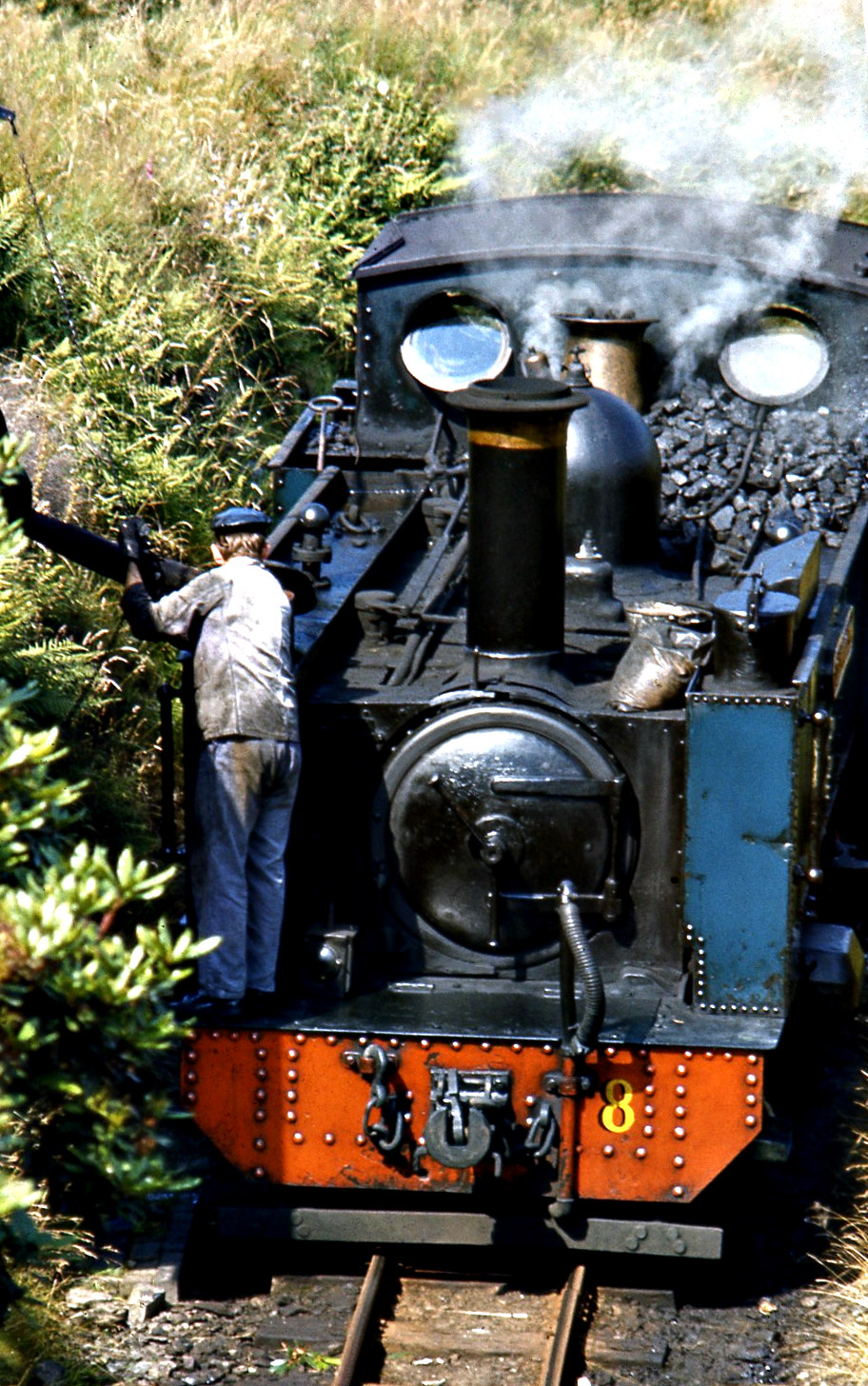
603 мм колія

  - 1220 мм: Шотландія; Метрополітен Глазго
  - 1100 мм: Бразилія.
  - 1093 мм: Швеція.
  - 1067 мм: T.з. «Капська колія»: Снефелльська гірська залізниця; Ангола; Австралія; Ботсвана; Гана; Еквадор; Індонезія; Японія (за винятком високошвидкісних ліній — Синкансен); Південно-Африканська Республіка; Канада (до 1880–1930); Конго; Коста-Рика; Малаві; Мозамбік; Намібія; Нова Зеландія; Нікарагуа; Нігерія; Росія (Сахалінська залізниця); Судан; Тайвань; Танзанія; Гондурас; Швеція. Snaefell Mountain Railway[en], Tanzania-Zambia Railway Authority(англ.);
  - 1050 мм: Йорданія; Сирія. Хіджазька залізниця
  - 1000 мм: Т.з. метрова колія: Аргентина; Бангладеш; Бенін; Бразилія; Болівія; Буркіна Фасо; Бірма; В'єтнам; Індія; Камбоджа; Камерун; Кенія; Лаос; Малайзія; Малі; М'янма; Пакистан; Польща; Португалія; Сенегал; Танзанія; Таїланд; Туніс; Уганда; Іспанія; Швейцарія; Росія. Jungfraubahn
  - 950 мм: Італія; Еритрея.
  - 914 мм: Колумбія; Перу; Канада; Сальвадор; Гватемала; США; Іспанія; Росія. Новоафонська печерна залізниця, Залізниця острова Мен; White Pass and Yukon Route(англ.)
  - 900 мм: Польща.
  - 891 мм: Швеція. Відома як «Шведська трифутова колія» Roslagsbanan
  - 800 мм: Зазвичай промислові залізниці — Уельс; Швейцарія. Snowdon Mountain Railway[en](англ.)
  - 785 мм: Польща.
  - 762 мм: Австралія; Чилі; Індія; Сьєрра-Леоне; США.
  - 760 мм: Бразилія; Австрія.
  - 750 мм: Греція; Польща; Росія, зокрема Алапаєвська вузькоколійна залізниця[ru]; Швейцарія; Україна та інші країни.

На практиці рухомий склад залізниць із шириною колії 750, 760 і 762 мм найчастіше когерентний.
- - 700 мм: так звана «Декавілевська колія» Аргентина, Данія, Індонезія , Іспанія, Нідерланди (пром. лінії), Франція (Chemin de fer d'Abreschviller),
  - 686 мм: Англія. Corris Railway[en](англ.), Talyllyn Railway[en](англ.)
  - 610 мм: Австралія ; Індія; Південно-Африканська Республіка — дві залізниці: 248 км и 122 км; Англія; США. Cleethorpes Coast Light Railway[en](англ.), Leighton Buzzard Light Railway[en](англ.), Llanberis Lake Railway[en](англ.), Дарджилінзька Гімалайська залізниця(англ.)
  - 600 мм: Військові й промислові лінії в 19 столітті й перший половині 20 століття — Франція; Греція; Польща; Швеція; Англія. Yaxham Light Railway[en] (англ.), Vale of Rheidol Railway[en] (англ.)
  - 578 мм: Англія; Penrhyn Quarry Railway[en] (англ.)
  - 508 мм: Росія; Красноярська дитяча залізниця (з 1961)
  - 457 мм: Англія; Steeple Grange Light Railway[en] (англ.)
  - 381 мм США в Вісконсин-Деллс, Вісконсин,Riverside and Great Northern Railway[en](англ.) ,Англія, (Bure Valley Railway[en](англ.), Cleethorpes Coast Light Railway[en](англ.), Romney, Hythe and Dymchurch Railway[en](англ.))
  - 305 мм: Росія; Красноярська дитяча залізниця (з 1936 по 1961 рік)

## Стандартна колія

Європейська колія і так звана Breitspurbahn

Найпоширенішою у світі шириною колії є 1435 мм (4 англійських фути та 8,5 дюймів). Таку колію мають залізниці Північної Америки, Китаю і Європи (за винятком пострадянських держав, Фінляндії, Ірландії, Іспанії і Португалії). Саме ця ширина колії була затверджена для будівництва першої пасажирської залізниці Ліверпуль — Манчестер інженером Джорджем Стефенсоном.
Фактично ця колія була найвужчою з наявних численних варіантів широкої колії, обрана для того, щоб прокладення залізничного полотна не потребувало додаткових капіталовкладень для перебудови мостів, насипів і тунелів. Через 20 років (в 1846 році) ця колія була затверджена як стандарт англійським парламентом, і повинна була використовуватися при будівництві нових залізниць.
Існує міська легенда про те, що ця ширина колії пов'язана із шириною колії давньоримського візка.

Схематичне зображення вимірювання ширини залізничної колії

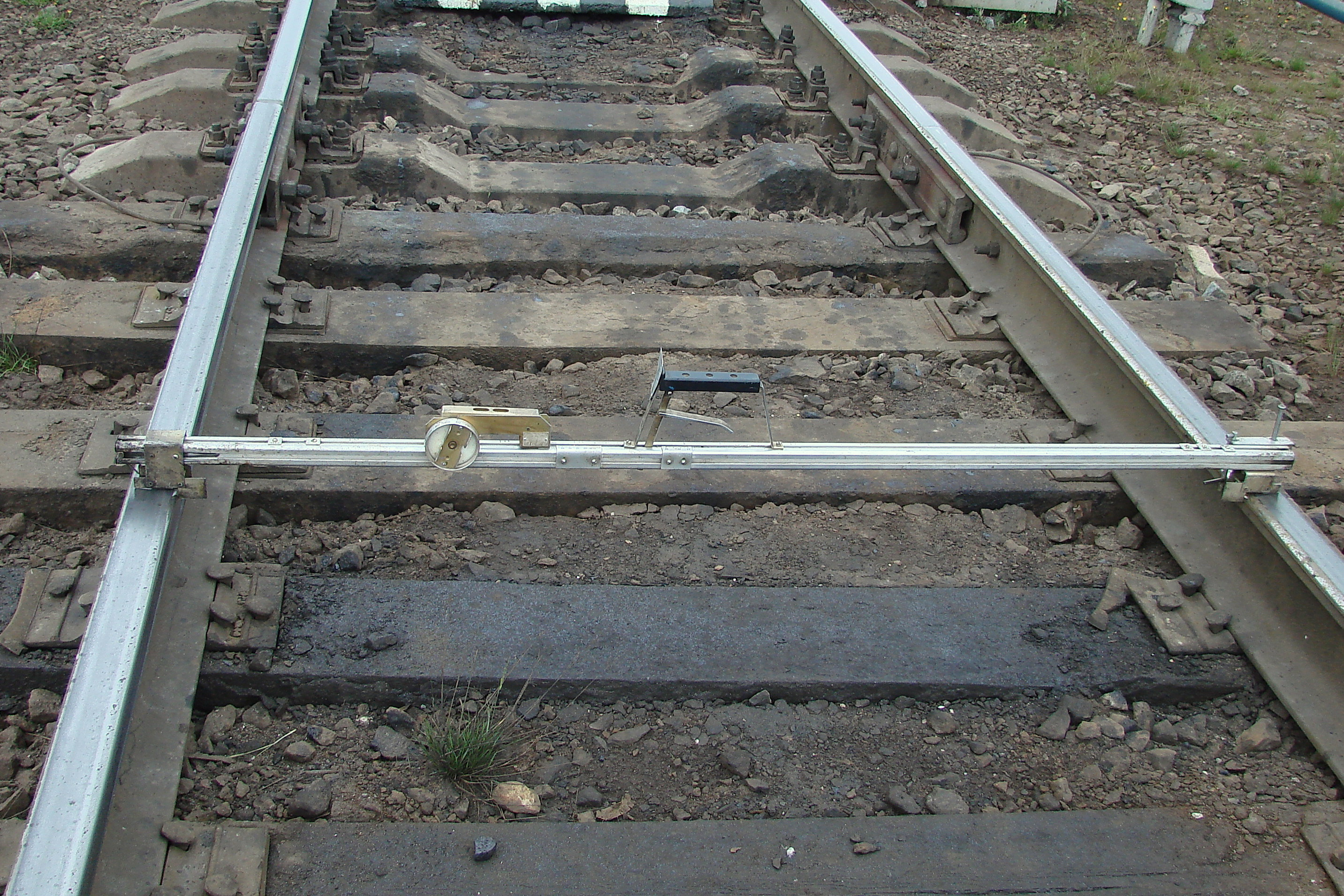
Портативний шляховий шаблон, що застосовуються на залізничному транспорті для контролю параметрів ширини залізничної колії

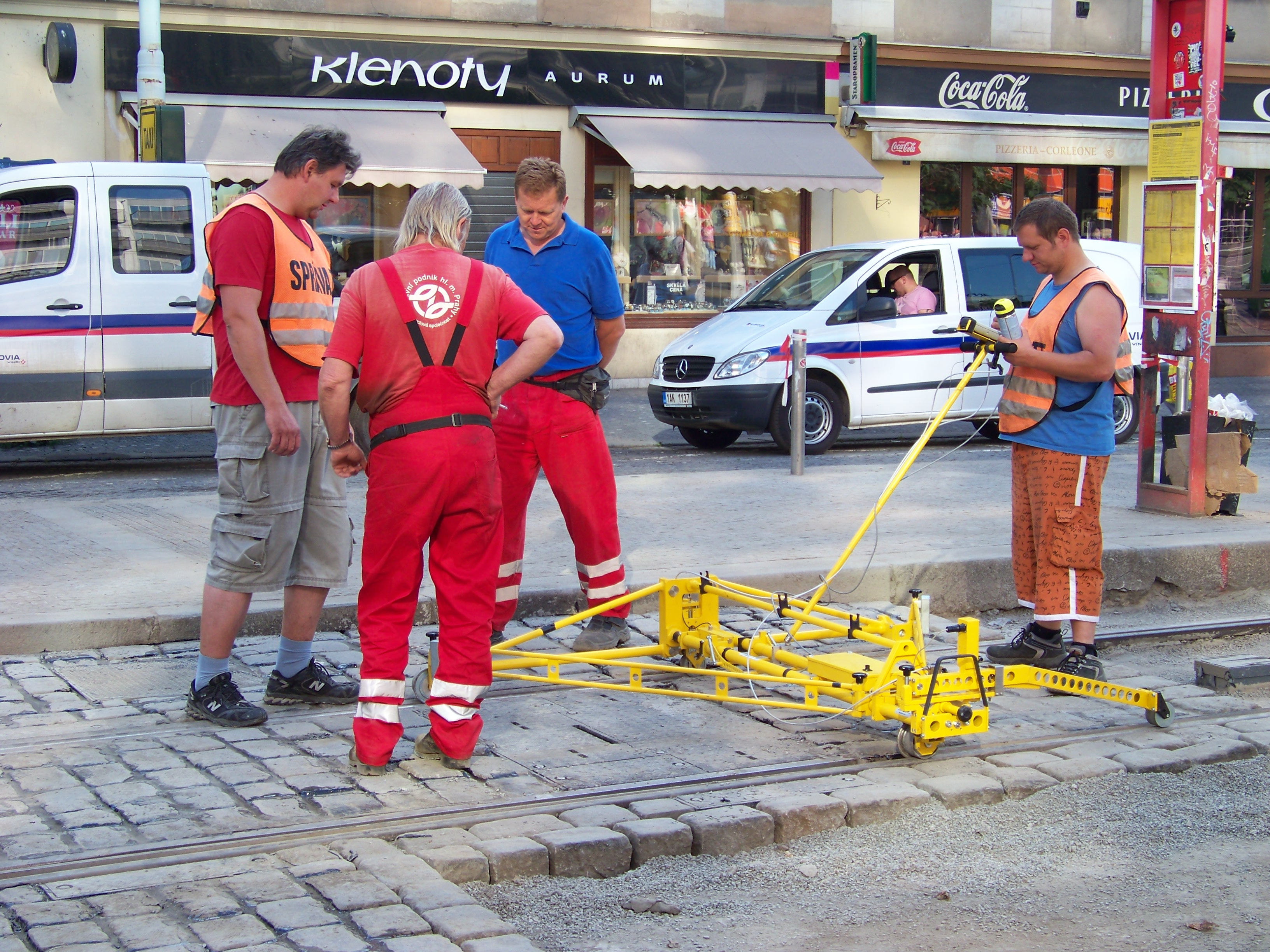
Портативний електронний вимірювальний шляховий прилад, що застосовуються на залізничному транспорті для визначення ширини залізничної колії

На прикордонних територіях, де використовується різна колія, іноді використовують шляхи зі сполученою колією, зокрема, від Калінінграда (Росія) до станції Бранево (Польща). Далі іде європейська колія. На цій ділянці щодня ходить потяг Калінінград — Берлін.
Сусідні з Україною Словаччина та Польща мають також ділянки залізниці із широкою (1520 мм) колією. Відомою є 88-кілометрова магістраль Ужгород-Ганіска при Кошицях (ŠRT), яка використовується тільки для перевезення вантажів, переважно залізної руди для Східнословацького металургійного заводу Ю. С. Стілл Кошіце. Була побудована у 1964-66 роках, електрифікована у 70-х роках. Є план продовження цієї ширококолійної магістралі до Відня. Польська «Металургійна ширококолійна магістраль» є одноколійною ділянкою довжиною 394,65 км, яка з'єднує українську залізницю (ст. Володимир Волинський) із металургійним комбінатом «Гута Катовіце» (м. Славкув). Була побудована у 70-х роках 20 століття для постачання руди до Польщі, а також вугілля та сірки до СРСР. 35-кілометровий ширококолійний вантажний відрізок Загонь-Еперєшке використовується угорськими залізницями, він з'єднаний з українською станцією Батьово. 40-кілометровий ширококолійний відрізок територією Румунії (ст. Сигіт-Мармароський) з'єднує станції Тересва та Берлебаш Львівської залізниці (Закарпатська обл.), але він використовується вкрай рідко (для вантажних перевезень, пасажирські перевезення тимчасово зупинено). 20-кілометровий відрізок колії 1520 мм є від української станції Рені (Одеська обл.) та молдовської Джурджулешть до румунського дунайського порту Галац.
В Україні також використовуються колії європейської ширини, зокрема, у Закарпатській області на ділянках Чоп-Мукачеве, Чоп-Королево-Дяково, Львівській області — Старжава-Хирів-Нижанковичі, на прикордонних станціях Ягодин, Рава-Руська, Мостиська-2, Вадул-Сирет. Ведуться переговори про продовження колії європейської ширини від Перемишля (Польща) через Мостиська до станції Львів. На таких прикордонних відрізках європейська колія часто розташовується поряд із широкою як суміщена 4-нитна колія, а на прикордонних станціях використовується устаткування для заміни колісних пар. Утім, процес заміни тривалий і значно затримує рух. В Мостиська-2 працює система автоматичного розширення-звуження колісних пар SUW 2000, яку нещодавно розробив польський інженер Ришард Сувалскі. Вона використовується, зокрема, для руху потяга № 35/36 Львів-Краків-Вроцлав, завдяки чому проїзд кордону триває лише 30 хв, а не 2-3 години, як це було раніше.

## Колія залізниць Афганістану, Монголії, Фінляндії та пострадянських держав

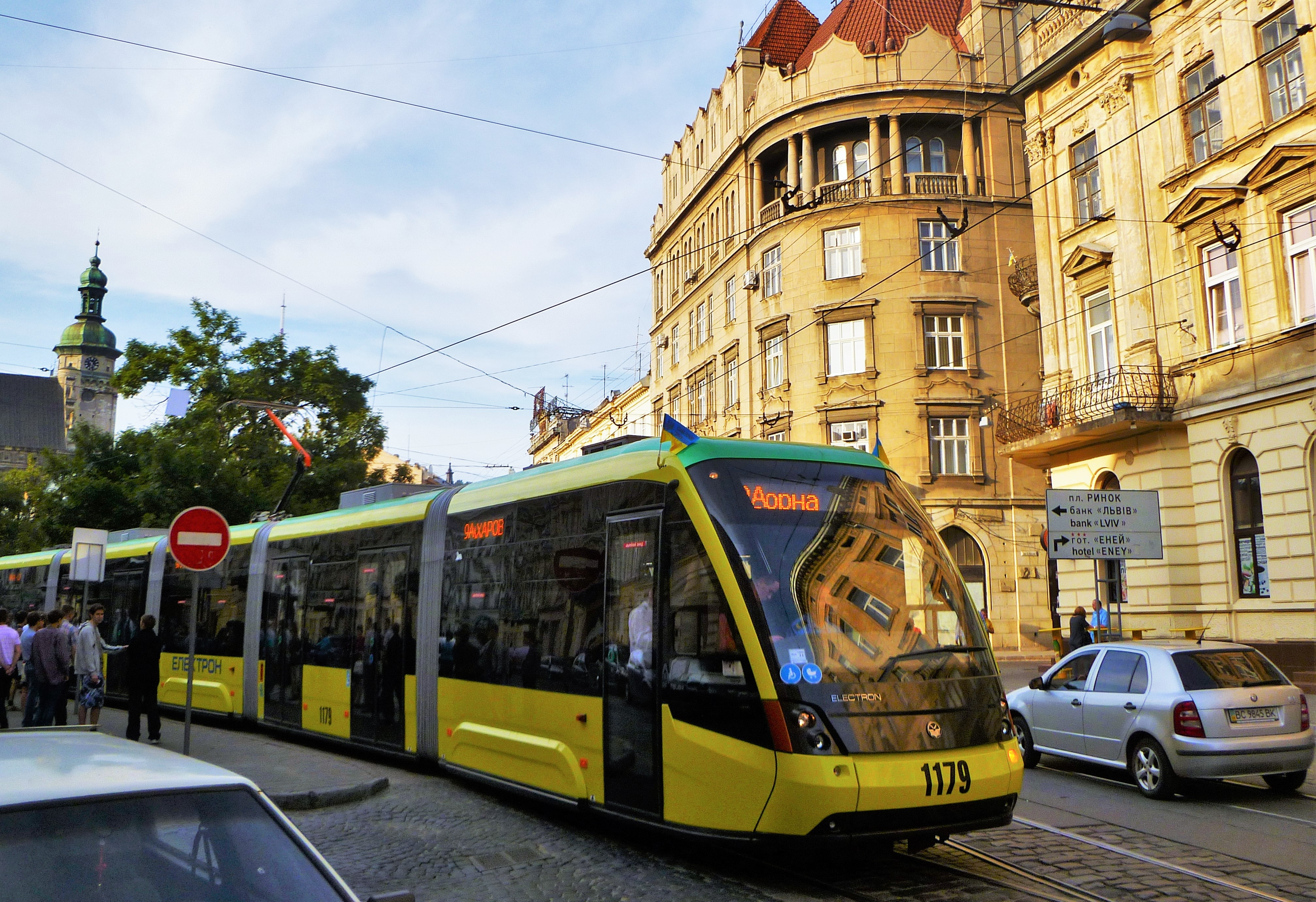
Львівське трамвайне полотно завширшки 1000 мм та курсуючий ним низькопідлоговий трамвай Електрон T5L64, виготовлений СП «Електронтранс» (Львів, 2013)

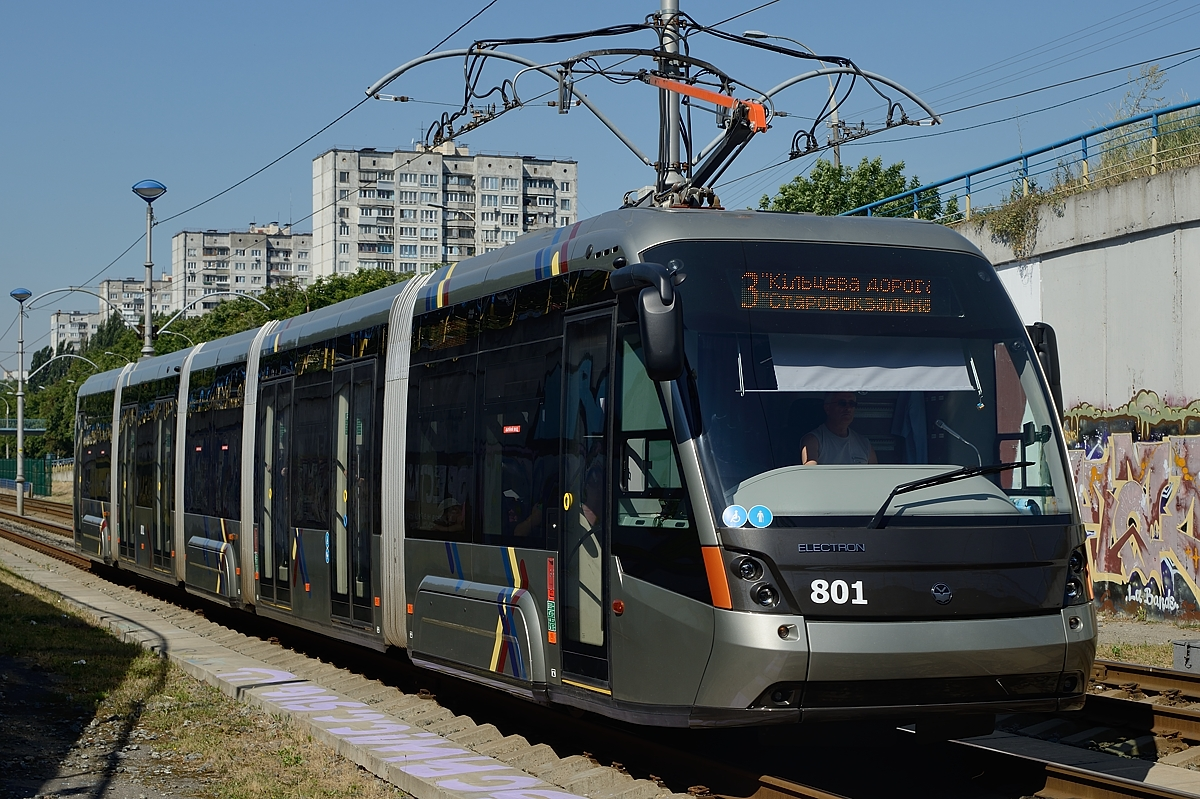
1524 мм правобережна лінія Київського швидкісного трамвая, якою слідує низькопідлоговий вагон українського виробництва Електрон T5B64 (Київ, 2016)

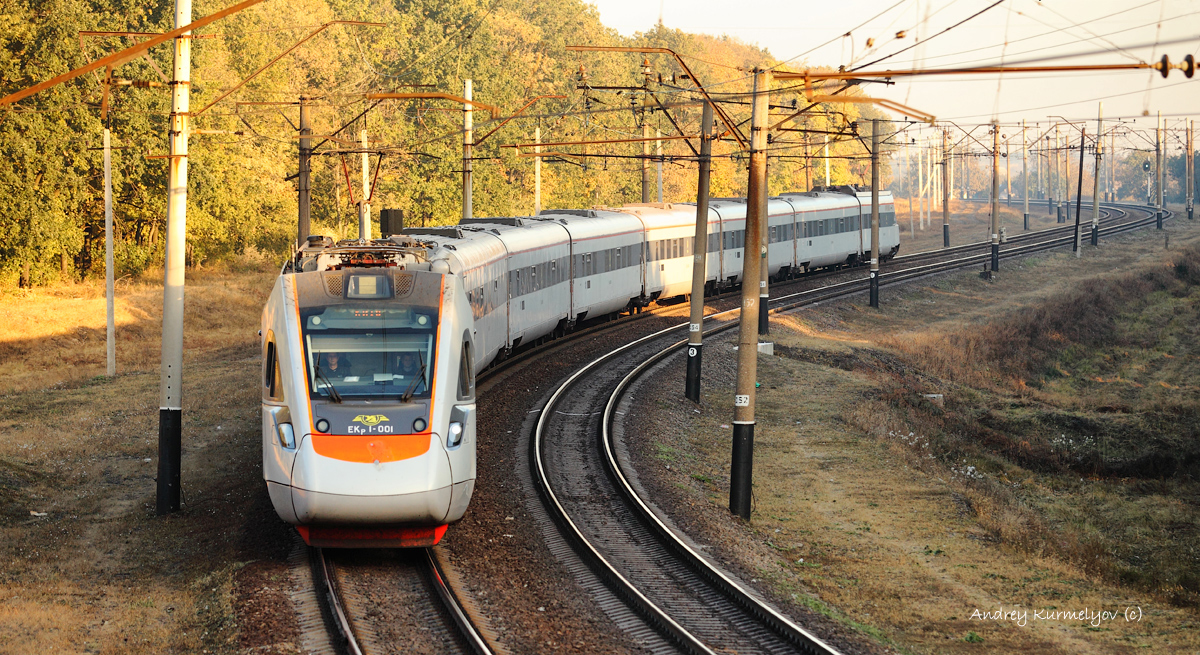
Міжрегіональний швидкісний електропоїзд типу InterCity+ на залізничному перегоні Іларіонове — Ігрень — ЕКр1 «Тарпан», створений на Крюківському вагонобудівному заводі (м. Кременчук, Полтавська область)

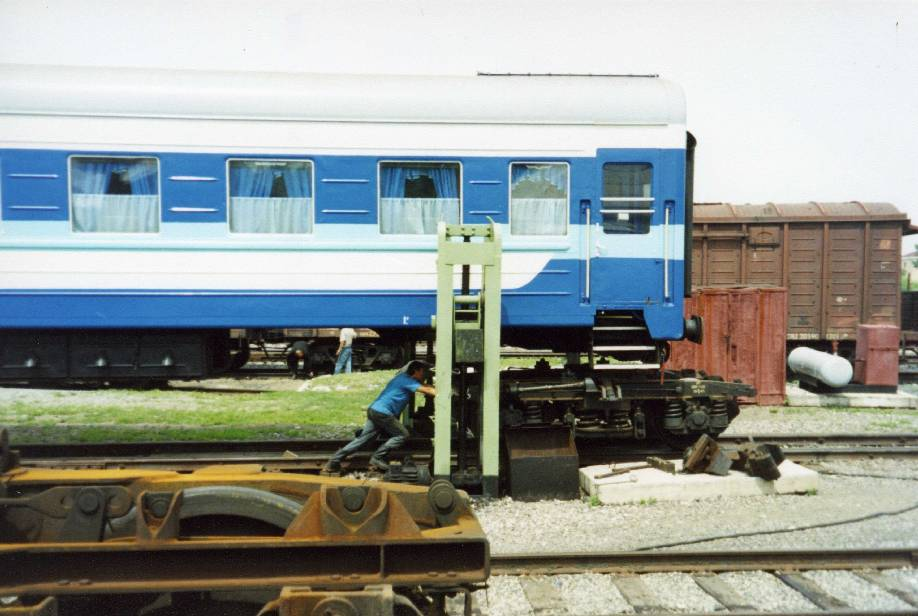
Зміна візків в Уссурійську

Із середини XIX століття стандартом на залізницях Російської імперії (пізніше — СРСР), Фінляндії й Монголії була ширина колії 1524 мм. З травня 1970 року до початку 1990-х, залізниці СРСР були переведені на колію 1520 мм. Це було зроблено з метою збільшити стабільність колії при експлуатації товарних поїздів, підвищити їхню швидкість руху без модернізації самого рухомого складу. Після розпаду СРСР це — стандарт ширини колії на залізницях усіх країн, що утворилися на його терені. Залізниці Фінляндії дотепер продовжують використовувати колишній стандарт — 1524 мм.
Різниця в чотири міліметри не вимагає переустаткування рухомого складу, але на перехідному етапі викликала серйозні проблеми з різким збільшенням зношування колісних пар рухомого складу. Утім, до кінця взаємозв'язок ширини колії або, більш коректно, зазору між унутрішніми гранями рейок і гребенів коліс колісної пари з інтенсивністю зношування рейок і гребенів коліс установити не вдалося.
Ця ж ширина колії використовується в усіх метрополітенах України та пострадянських держав. На багатьох трамвайних, лініях застосовується колія 1524 мм (хоча є й вузькоколійні, трамвайні системи із шириною колії 1 метр, в Україні таку колію мають п'ять населених пунктів (Львів, Житомир, Вінниця, Євпаторія, Молочне), у Росії — два міста Калінінград, П'ятигорськ). Також метрову колію має столиця Естонії — Таллінн.
У Ростові-на-Дону для трамвая використовується європейський стандарт колії 1435 мм.
Цікаво відзначити, що найперша залізниця Російської імперії — Царськосільська — мала ще ширшу колію: 1829 мм.
Ширина колії в 1524 мм уперше стала використовуватися в Росії в ході будівництва Миколаївської залізниці (середина XIX століття). Можливо, це було пов'язане з тим, що на будівництві працювали консультанти з Америки, насамперед Дж. В. Вістлер (у той час ця ширина колії була популярна в південних штатах США). Можливо також, що використовувати цю ширину колії запропонували російські інженери П. П. Мельников і М. О. Крафт, котрі відвідали Америку до будівництва Миколаївської залізниці. Крім того, ця ширина колії була зручна тим, що описувалась цілим числом — 5 футів. Існує поширена думка, що при виборі ширини колії зіграв роль і військовий аспект — відмінна від європейської ширини колії ускладнила б гіпотетичному супротивникові постачання військ у випадку вторгнення в Росію. Ніяких документальних підтверджень цієї версії немає.
До початку 1980-х років другою за поширеністю в СРСР шириною колії була 750 мм, що використовувався для промислових, торфо- й лісовозних вузькоколійок, а також на дитячих залізницях. Однак за останні десять років довжина залізниць колій цього типу різко зменшилася. Деякі найбільш жваві вузькоколійки було перешито на стандартну колію, але більшу частину вузькоколійок просто було закрито, часто через банкрутство обслуговувальних підприємств.